# Copa Paraguay
La Copa Paraguay (spagnolo per Coppa del Paraguay) è una competizione calcistica organizzata dalla Federazione calcistica del Paraguay (Asociación Paraguaya de Fútbol) e succeditrice del Torneo República, competizione disputatasi dal 1990 al 1995. Vi partecipano le squadre delle prime quattro divisioni del campionato paraguaiano di calcio.

## Formato
La Copa Paraguay si articola secondo turni a eliminazione diretta, dai trentaduesimi di finale sino alla finale. Vi partecipano le squadre di prima, seconda, terza e quarta divisione paraguaiana. 
Nel 2018, prima edizione del torneo, la coppa prevedeva inizialmente due turni: un turno preliminare e un turno nazionale. Nel primo turno del torneo, che metteva in palio 20 posti per la fase successiva, competevano le squadre della Primera División B e Primera División C del campionato paraguaiano di calcio. Nel secondo turno entravano in gioco le 12 compagini militanti nella División Profesional e le 15 compagini militanti nella División Intermedia, le prime due divisioni professionistiche del campionato paraguaiano, per un totale di 48 squadre. Le 12 vincitrici delle 24 partite del secondo turno e le 4 migliori perdenti accedevano agli ottavi di finale. Da quel momento la coppa proseguiva con la formula dell'eliminazione diretta sino alla finale.
Dal 2019 il torneo è stato allargato alla partecipazione di 64 squadre (rispetto alle iniziali 48), con soppressione del turno preliminare.

## Albo d'oro
| Anno | Vincitore                                        | Risultato                                        | Finalista                                        | Terzo classificato                               | Quarto classificato                              |
| ---- | ------------------------------------------------ | ------------------------------------------------ | ------------------------------------------------ | ------------------------------------------------ | ------------------------------------------------ |
| 2018 | Guaraní                                          | 2-2 (5-3 dtr)                                    | Olimpia                                          | Sportivo Luqueño                                 | Resistencia                                      |
| 2019 | Libertad                                         | 3-0                                              | Guaraní                                          | Deportivo Capiatá                                | Sol de América                                   |
| 2020 | Non disputata a causa della pandemia di COVID-19 | Non disputata a causa della pandemia di COVID-19 | Non disputata a causa della pandemia di COVID-19 | Non disputata a causa della pandemia di COVID-19 | Non disputata a causa della pandemia di COVID-19 |
| 2021 | Olimpia                                          | 2-2 (3-1 dtr)                                    | Sol de América                                   | Libertad                                         | Tembetary                                        |
| 2022 | Sportivo Ameliano                                | 1-1 (4-3 dtr)                                    | Nacional                                         | Guaraní                                          | Tembetary                                        |
| 2023 | Libertad                                         | 1-1 (4-1 dtr)                                    | Sportivo Trinidense                              | Nacional                                         | Guaraní                                          |

## Vittorie per squadra
| Squadra             | Vittorie | Secondi posti | Anni vittorie | Anni secondi posti |
| ------------------- | -------- | ------------- | ------------- | ------------------ |
| Libertad            | 2        | 0             | 2023, 2019    | —                  |
| Guaraní             | 1        | 1             | 2018          | 2019               |
| Olimpia             | 1        | 1             | 2021          | 2018               |
| Sportivo Ameliano   | 1        | 0             | 2022          | —                  |
| Sol de América      | 0        | 1             | —             | 2021               |
| Nacional            | 0        | 1             | —             | 2022               |
| Sportivo Trinidense | 0        | 1             | —             | 2023               |